# Amédée VII
Pour les articles homonymes, voir Amédée de Savoie.
Amédée VII de Savoie, dit le comte Rouge, né au château d'Aveillane le 24 février 1360, mort à Ripaille le 1er novembre 1391, est comte de Savoie, duc de Chablais et d'Aoste, marquis en Italie, de 1383 à 1391. Il est le fils du comte Amédée VI, dit le comte Vert et de Bonne de Bourbon.

## Biographie

### Enfance
Amédée est né le 24 février 1360 au château d'Aveillane,, possession comtale en val de Suse des comtes de Savoie. Il est le fils du comte de Savoie, Amédée VI, dit le comte Vert et de Bonne de Bourbon,, surnommée « Madame la Grande »,, petite-fille de Charles de Valois, nièce côté maternel du futur roi Philippe VI de Valois.
De passage dans son fief de Bresse, il a une relation avec Françoise Arnaud, de Bourg-en-Bresse. Deux enfants naîtront de cette relation adultère, Humbert et Jeanne (ou Jeannette),.
Le 18 janvier 1377, il épouse Bonne de Berry, fille de Jean de France, duc de Berry et duc d'Auvergne, et petite-fille du roi de France Jean II le Bon,.
Amateur de joute et grand chef de guerre, on dit que le sang ennemi constellait souvent son armure d'où son surnom. En réalité, ce surnom était dû au fait qu'il était le seul à toujours porter des vêtements rouges, comme son père, Amédée VI, portait des vêtements verts. Selon les chroniqueurs, à partir de Perrinet Dupin (v. 1476-78) qui consacre les chapitres XXVII à XXXV de sa Chronique du comte Rouge, cette couleur lui aurait été attribuée par le jeune Charles VI, en raison de sa bravoure lors de la campagne de Flandre, signifiant le « feu de son courage »,. La chronique de Dupin avait pour titre à l'origine de « Comte noir » avant d'être transformée en « Comte rouge ».
Le surnom chromatique proviendrait, selon une autre version, d'un banquet en l'honneur de la naissance de son fils, en compagnie des Grands de la Cour de France, au cours duquel le duc de Berry aurait invité le comte à quitter ses habits de deuil. Cette version est en partie amorcée dans la Chronique de Savoye de Jehan d'Orieville, dit Cabaret.

### Comte de Savoie (1383-1391)
Il fut appelé par le roi de France au secours de Louis II de Flandre, se trouva à la bataille de Roosebeke, prit part à la deuxième expédition de Flandre avec « sept cents lances de purs savoisiens ». Ce fut vers la fin de son règne que le comté de Nice fut réuni à ses États.
Le comte utilise dans sa titulature, en plus du titre de comte de Savoie, ceux de « duc de Chablais et d'Aoste, marquis en Italie et vicaire général d'Empire ».
En 1385, a lieu une transaction entre Amédée VII, comte de Savoie, marquis en Italie, et Humbert, seigneur de Thoire et Villars, qui renonce aux droits revendiqués par lui sur le péage de Chambéry en échange de l'inféodation du mandement de Corcelles.
En effet, après la mort de la Reine Jeanne (1382), dans le cadre des conflits de succession et de la défaite de l'Union d'Aix, il négocie la dédition de Nice à la Savoie avec le baron Jean Grimaldi de Beuil en 1388. Nice et les autres communautés de la Provence orientale (en rive gauche du Var), sous le nom de « terres neuves de Provence », forment alors une nouvelle division administrative des États de la maison de Savoie. Nouvelle division administrative qui prendra en 1526 le nom de « comté de Nice ».

### Fin de règne et succession
Le comte Amédée meurt du tétanos le 1er novembre 1391 à la suite d'une grave blessure de chasse, à cheval, dans les environs de Ripaille,. Mal soigné, le bruit court qu'il aurait été empoisonné. Son médecin, Jean de Granville, et son apothicaire, Pierre de Lompnes, sont accusés. Ce dernier fut exécuté à Chambéry au mois de juillet 1392. Granville, mis à la torture, accusa Bonne de Bourbon de l'avoir poussé au crime et lui donna comme complice le seigneur de Cossonay et Othon III de Grandson, seigneur d'Aubonne, qui jusqu'alors avaient été ses protecteurs. Cette accusation qui, selon toutes probabilités, était une calomnie, obligea Grandson à quitter les États de Savoie. Mais quand il revint, un de ses ennemis les plus ardents, Gérard, seigneur d'Estavayer, se porta en champion des accusateurs. Deux partis se formèrent et l'on put même craindre une guerre civile.
Pour mettre un terme à l'agitation populaire, le conseil de régence qui gouvernait au nom du comte Amédée VIII, mineur, ordonna le jugement de Dieu. Ce duel judiciaire, le dernier en Savoie, eut lieu à Bourg-en-Bresse le 7 août 1397, en présence du petit comte et de toute sa noblesse. Grandson, vaincu, eut les mains coupées par son adversaire et périt. Il fut réhabilité ultérieurement.

## Famille et descendance

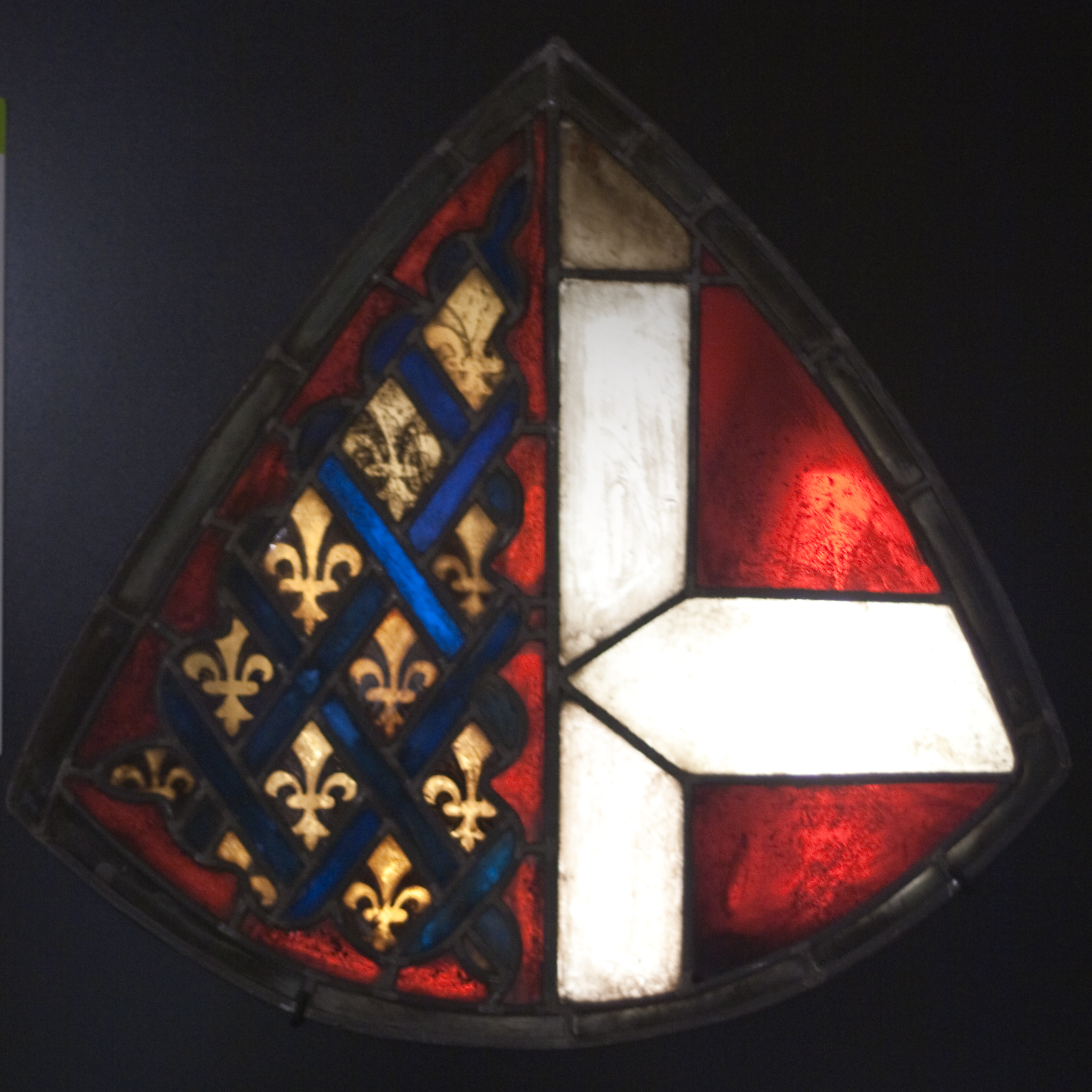
Vitrail représentant le renversé (d'en face) des armes d'Amédée VII de Savoie et de son épouse, Bonne de Berry.

Amédée, comte de Bresse, épouse en 1377, à Paris, le 18 janvier 1377, Bonne de Berry, fille de Jean de France, duc de Berry et duc d'Auvergne, et de Jeanne d'Armagnac, fille du comte Jean Ier. Elle est également petite-fille du roi de France Jean II le Bon. De cette union sont connus trois enfants :
- Amédée (1383 † 1451), comte puis 1er duc de Savoie sous le nom d'Amédée VIII ;
- Bonne (1388 † 1432), mariée en 1403 à Louis de Savoie (1364 † 1418), seigneur de Piémont. Son corps est inhumé dans l'ancienne église des Franciscains de la ville de Pignerol (Piémont)[19] ;
- Jeanne de Savoie (1392 † 1460), mariée en 1411 à Jean-Jacques Paléologue (1395 † 1445), marquis de Montferrat, d'une branche cadette de la maison Paléologue, famille d'empereurs byzantins.

Dans son comté de Bresse, en 1377, il a une relation avec Françoise Arnaud, originaire de Bourg-en-Bresse,. Cette union illégitime donne naissance à :
- Humbert dit le « Grand Bâtard de Savoie »[6], comte de Romont, chevalier de l'Ordre du Collier ;
- Jeanne de Savoie qui épouse, en premières noces, le noble bugiste André de Clarens[21] (ou de Glérens), fils de Béraud de Lyarens, seigneur de Glérens, de Berchier, de L'Isle et de Surpierre. En secondes noces, elle épouse Pierre L’Anglois, seigneur du Moncel, gouverneur d’Estavayer, issu d'une famille de gentilshommes bressans originaires de Saint-Trivier-de-Courtes[22].

## Armoiries
Les armes du comte Amédée VII se blasonnent ainsi : De gueules à la croix d’argent et porte pour cimier : un mufle de lion dans un vol.